# 206 Hersilia
206 Hersilia је астероид главног астероидног појаса чија средња удаљеност од Сунца износи 2,739 астрономских јединица (АЈ).
Апсолутна магнитуда астероида је 8,68 а геометријски албедо 0,055.